# CD22

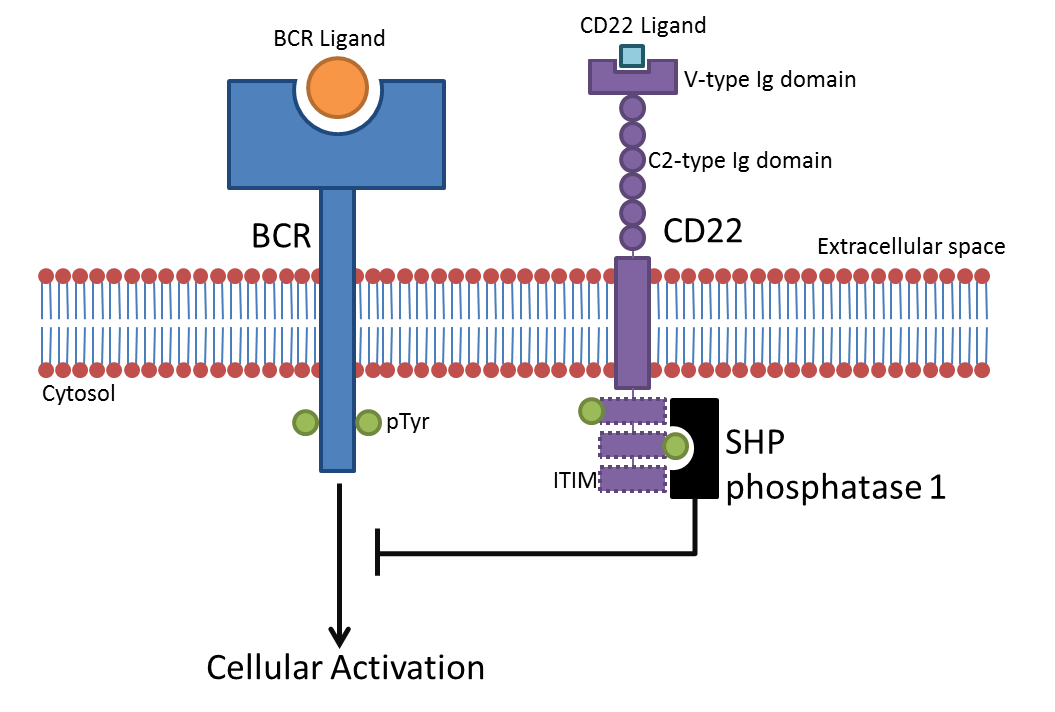
CD22 и B-клеточный рецептор

CD22, или рецептор B-клеток CD22 — мембранный белок-рецептор В-лимфоцитов, который у человека кодируется геном CD22. CD22 синтезируется В-клетками, начиная со стадии про-В-клеток, на этом этапе белок находится в цитоплазме. На стадии пре-В-клеток CD22 перемещается в клеточную мембрану и сохраняется на поверхности активированных В-клеток и В-клеток памяти, исчезая только в плазматических клетках. CD22 является ингибиторным ко-рецептором В-клеточного рецептора: он понижает его чувствительность и предотвращает оверстимуляцию клетки антигеном. Этот рецептор является мишенью для некоторых лекарственных препаратов против злокачественных заболеваний крови, которые сейчас проходят клинические испытания.
мРНК CD22 кодирует полипептид длиной 847 аминокислотных остатков. Зрелый белок имеет молекулярную массу около 140 кДа и содержит 7 иммуноглобулинподобных доменов.

## Передача сигнала
В клеточной мембране CD22 находится в контакте с В-клеточным рецептором и регулирует его активность. После стимуляции В-клеточного рецептора антигеном тирозинкиназа Lyn фосфорилирует остатки тирозина в цитоплазматическом хвосте CD22. С фосфорилированным CD22 связывается тирозинфосфатаза SHP-1, содержащая SH2-домен. Эта фосфатаза дефосфорилирует (то есть деактивирует) многие молекулы, вовлечённые в передачу сигнала от B-клеточного рецептора, например, Vav-1, CD19 и SLP65.
CD22 ингибирует Ca2+-зависимую передачу сигнала от B-клеточного рецептора. Это связано, во-первых, с тем, что CD22 деактивирует (при участии SHP-1) белки Vav1, CD19 и SLP65, которые являются компонентами сигнальной цепи, ведущей к высвобождению внутриклеточных ионов кальция из мест их хранения. Кроме того, фосфорилированный CD22 в комплексе с SHP-1 связывает и активирует мембранный насос PMCA-4 (англ. plasma membrane Ca2+ ATPase-4 ), который выкачивает ионы кальция из цитоплазмы клетки, таким образом останавливая передачу сигнала этим вторичным мессенджером.

## Роль в развитии В-лимфоцитов
Роль CD22 в судьбе В-лимфоцитов была исследована на примере мышей, у которых этот ген был искусственно инактивирован. В-лимфопоэз протекает у таких мышей в принципе нормально. Количество зрелых рециркулирующих В-лимфоцитов нормально, однако продолжительность их жизни и содержание в костном мозге снижены. В двух исследованиях из четырёх было обнаружено увеличение популяции  B1-лимфоцитов. Зрелые B-лимфоциты CD22-/- мышей гиперреактивны: для их стимуляции требуется более низкая концентрация антигена, чем для стимуляции нормальных В-лимфоцитов. Кроме того, у животных наблюдали нарушенный иммунный ответ на тимус-независимые антигены.